# Liste der Kreisstraßen im Kreis Stormarn
Die Liste der Kreisstraßen im Kreis Stormarn ist eine Liste der Kreisstraßen im schleswig-holsteinischen Kreis Stormarn.

## Abkürzungen
- K: Kreisstraße
- L: Landesstraße

## Liste
Straßen und Straßenabschnitte, die unabhängig vom Grund (Herabstufung zu einer Gemeindestraße oder Höherstufung) keine Kreisstraßen mehr sind, werden kursiv dargestellt. Der Straßenverlauf wird in der Regel von Nord nach Süd und von West nach Ost angegeben.
| Nr.   | Verlauf |
| ----- | --- |
| K 1   | (K 9 im Kreis Segeberg) – Kreisgrenze – Havighorst – L 84 in Buurdiek                                                               |
| K 2   | L 84 – Steinfeld – |
| K 7   | L 85 in Groß Barnitz – K 8 – Heidberg – Heidbergshof – Paß Op – Klein Wesenberg – K 71 – (K 6 in Lübeck)                            |
| K 8   | K 7 – Trenthorst – K 87 – Wulmenau – in Ahrensfelde                                                                                 |
| K 12  | L 89 in Bargteheide – Tremsbüttel – K 61 – – Lasbek-Gut – L 90 in Lasbek-Dorf                                                       |
| K 26  | L 94 in Glinde – K 80 – Reinbek – Schönningstedt – L 222 – L 314 – Ohe – L 94                                                       |
| K 29  | (Hamburg) – Landesgrenze – Barsbüttel – Willinghusen – K 80 – K 109 – L 222 in Stemwarde                                            |
| K 30  | L 224 – Sieker Berg – L 91 – Fuhrwegen – Lütjensee – L 92 – K 31 – L 93 in Trittau                                                  |
| K 31  | K 30 – – Drahtmühle – Grönwohld – K 32 – Kreisgrenze – (K 10 im Kreis Herzogtum Lauenburg)                                          |
| K 32  | K 33/K 37 in Sprenge – K 37 – Dwerkaten – L 92 – Grönwohld – K 31 – L 93 in Trittau                                                 |
| K 33  | L 296 in Mollhagen – K 37 in Sprenge                                                                                                |
| K 34  | L 90 – L 296 in Mollhagen |
| K 36  | L 296 in Eichede – Kreisgrenze – (K 11 im Kreis Herzogtum Lauenburg)                                                                |
| K 37  | L 90 in Todendorf – Rönnbaum – – Sprenge – K 33 – K 32 – Kreisgrenze – (K 71 im Kreis Herzogtum Lauenburg)                          |
| K 39  | /L 222 – Braak – K 96 – K 83 – Siek – L 224                                                                                         |
| K 51  | (K 79 im Kreis Segeberg) – Kreisgrenze – Wilstedt – K 81 – Tangstedt – /L 98                                                        |
| K 55  | L 225 in Timmerhorn – Schäferdresch – L 82 in Delingsdorf                                                                           |
| K 56  | (Hamburg) – Landesgrenze – Wiemerskamp – Pfingsthorst – Langereihe – Jersbek – K 86 – L 89 in Bargteheide                           |
| K 57  | K 92 in Fischbek – Mönkenbrook – Hüls – L 82 in Bargteheide                                                                         |
| K 60  | (K 15 im Kreis Segeberg) – Kreisgrenze – Nienwohld – K 84 – in Bargfeld-Stegen                                                      |
| K 61  | in Bad Oldesloe – Rümpel – K 94 – Rohlfshagen – K 79 – Sattenfelde – K 12 in Tremsbüttel                                            |
| K 64  | (K 13 im Kreis Segeberg) – Kreisgrenze – K 103 – K 66 – Tralau – Nutschau – K 65 – K 66 – – L 226 – Wolkenwehe – in Bad Oldesloe    |
| K 65  | K 64 in Nutschau – L 83 in Schlamersdorf                                                                                            |
| K 66  | K 64 – Vinzier – K 64 |
| K 67  | in Bad Oldesloe – Sehmsdorf – Meddewade – K 68 – Benstaben – K 69 –                                                                 |
| K 68  | K 67 in Meddewade – Steensrade – in Rethwisch                                                                                       |
| K 69  | K 67 in Benstaben – Klein Barnitz – L 85 in Groß Barnitz                                                                            |
| K 71  | – Groß Wesenberg – Klein Wesenberg – K 7 – K 87 – Klein Schenkenberg – Kreisgrenze – (K 47 im Kreis Herzogtum Lauenburg)            |
| K 73  | L 83 in Sühlen – Kreisgrenze – (K 9 im Kreis Segeberg)                                                                              |
| K 74  | Seefeld – Neufresenburg – L 83 |
| K 75  | (K 7 im Kreis Segeberg) – Kreisgrenze – Willendorf – Rehhorst – K 76 – K 77 – Hamannsöhlen – Voßkaten – L 71 in Reinfeld (Holstein) |
| K 76  | Pöhls – K 75 in Rehhorst |
| K 77  | K 75 in Rehhorst – L 71 in Zarpen                                                                                                   |
| K 78  | K 111 – Dahmsdorf – Badendorf – Kreisgrenze – (K 21 in Lübeck)                                                                      |
| K 79  | K 61 in Rohlfshagen – Barkhorst – L 90 – L 296 in Eichede                                                                           |
| K 80  | – K 29 – Willinghusen – K 109 – – L 94 – Neuschönningstedt – Glinde – K 26 – L 223 – Landesgrenze – (Hamburg)                       |
| K 81  | L 284 – K 51 in Wilstedt |
| K 83  | K 39 – L 92 |
| K 84  | K 60 in Nienwohld – Rögen – K 110                                                                                                   |
| K 85  | (K 37 im Kreis Ostholstein) – Kreisgrenze – K 112                                                                                   |
| K 86  | in Bargfeld-Stegen – K 56 in Jersbek                                                                                                |
| K 87  | K 8 in Trenthorst – Scharberg – K 71                                                                                                |
| K 90  | – Kreisgrenze – (K 58 im Kreis Herzogtum Lauenburg)                                                                                 |
| K 91  | L 90 in Hoisdorf – L 91 in Hoisdorf                                                                                                 |
| K 92  | L 82 in Elmenhorst – K 57 in Fischbek                                                                                               |
| K 93  | L 222 in Reinbek – Kreisgrenze – (K 64 im Kreis Herzogtum Lauenburg)                                                                |
| K 94  | K 61 in Rümpel – L 90 |
| K 96  | K 39 in Braak – L 92 – L 160 |
| K 97  | L 224 – L 91 |
| K 99  | L 160 in Granderheide – L 94/L 208 in Grande                                                                                        |
| K 100 | L 94 in Oststeinbek – Landesgrenze – (Hamburg) – Landesgrenze – Havighorst – Landesgrenze – (Hamburg)                               |
| K 101 | L 90 in Pölitz – Schwienköben – Schulenburg – L 88                                                                                  |
| K 102 | K 32 – Kreisgrenze – (K 71 im Kreis Herzogtum Lauenburg)                                                                            |
| K 103 | K 64 – Neverstaven – Kreisgrenze – (Kreis Segeberg)                                                                                 |
| K 105 | L 93 in Großensee – L 160 in Rausdorf                                                                                               |
| K 106 | L 82/L 224 in Ahrensburg – L 89 in Hammoor                                                                                          |
| K 107 | (Hamburg) – Landesgrenze – Stapelfeld – L 222 – K 108 – L 92                                                                        |
| K 108 | L 222 – K 107 in Stapelfeld |
| K 109 | K 29/K 80 – Willinghusen – L 94 in Glinde                                                                                           |
| K 110 | (K 108 im Kreis Segeberg) – Kreisgrenze – K 84 – Bargerhorst – in Elmenhorst                                                        |
| K 111 | L 71 in Zarpen – K 78 – Fliegenfelde – Ratzbek – in Eckernschmiede                                                                  |
| K 112 | (K 115 im Kreis Segeberg) – Kreisgrenze – Langniendorf – L 71 – Neuhof – K 85 – Mönkhagen – /L 332                                  |